# Élections générales espagnoles d'avril 2019 dans les îles Canaries
Les élections générales espagnoles d'avril 2019 (en espagnol : Elecciones generales de España de abril de 2019) se sont tenues le dimanche 28 avril 2019 afin d'élire les 350 députés et 208 des 266 sénateurs de la XIIIe législature des Cortes Generales. 15 députés sont élus dans les îles Canaries.

## Résultats
| Parti                  | Parti                                                   | Voix      | %     | +/-   | Sièges | +/-           |  |
| ---------------------- | ------------------------------------------------------- | --------- | ----- | ----- | ------ | ------------- |  |
|                        | Parti socialiste ouvrier espagnol (PSOE)                | 295 474   | 27,83 | 5,31  | 5      | 2             |  |
|                        | Unidas Podemos (UP)                                     | 166 911   | 15,72 | 4,55  | 3      | en stagnation |  |
|                        | Parti populaire (PP)                                    | 164 804   | 15,53 | 18,52 | 3      | 3             |  |
|                        | Ciudadanos (Cs)                                         | 155 682   | 14,67 | 2,64  | 2      | en stagnation |  |
|                        | Coalition canarienne (CCa) (av. PNC)                    | 137 664   | 12,97 | 4,98  | 2      | 1             |  |
|                        | Vox                                                     | 69 614    | 6,56  | 6,47  | 0      | en stagnation |  |
|                        | Nouvelles Canaries (NCa)                                | 36 225    | 3,41  | N/A   | 0      | en stagnation |  |
|                        | Parti animaliste contre la maltraitance animale (PACMA) | 17 826    | 1,68  | 0,15  | 0      | en stagnation |  |
|                        | Canaries maintenant (ANC-UdP)                           | 3 037     | 0,29  | 0,22  | 0      | en stagnation |  |
|                        | Recortes Cero-Grupo Verde (RC-GV)                       | 2 651     | 0,25  | 0,05  | 0      | en stagnation |  |
|                        | Parti communiste du peuple canarien (PCPC)              | 1 486     | 0,14  | 0,02  | 0      | en stagnation |  |
|                        | Pour un monde + juste (PUM+J)                           | 1 419     | 0,13  | Nv.   | 0      | en stagnation |  |
|                        | Autres partis                                           | 1 130     | 0,10  | -     | 0      | -             |  |
|                        | Vote blanc                                              | 7 613     | 0,72  | 0,08  |        |               |  |
|                        |                                                         |           |       |       |        |               |  |
| Suffrages exprimés     | Suffrages exprimés                                      | 1 061 536 | 98,81 |       |        |               |  |
| Votes nuls             | Votes nuls                                              | 12 837    | 1,19  |       |        |               |  |
| Total                  | Total                                                   | 1 074 373 | 100   | -     | 15     | en stagnation |  |
| Abstention             | Abstention                                              | 645 709   | 37,54 |       |        |               |  |
| Inscrits/Participation | Inscrits/Participation                                  | 1 720 082 | 62,46 |       |        |               |  |

### Résultats par provinces

#### Las Palmas
| Parti                  | Parti                                                   | Voix    | %     | +/-   | Sièges | +/-           |  |
| ---------------------- | ------------------------------------------------------- | ------- | ----- | ----- | ------ | ------------- |  |
|                        | Parti socialiste ouvrier espagnol (PSOE)                | 154 342 | 28,32 | 4,57  | 3      | 1             |  |
|                        | Unidas Podemos (UP)                                     | 91 216  | 16,74 | 5,80  | 2      | en stagnation |  |
|                        | Parti populaire (PP)                                    | 88 313  | 16,20 | 17,69 | 2      | 1             |  |
|                        | Ciudadanos (Cs)                                         | 84 015  | 15,41 | 2,44  | 1      | en stagnation |  |
|                        | Vox                                                     | 38 229  | 7,01  | 6,83  | 0      | en stagnation |  |
|                        | Nouvelles Canaries (NCa)                                | 36 225  | 6,65  | N/A   | 0      | en stagnation |  |
|                        | Coalition canarienne (CCa) (av. PNC)                    | 34 853  | 6,39  | 2,81  | 0      | en stagnation |  |
|                        | Parti animaliste contre la maltraitance animale (PACMA) | 8 669   | 1,59  | 0,25  | 0      | en stagnation |  |
|                        | Recortes Cero-Grupo Verde (RC-GV)                       | 1 439   | 0,26  | 0,05  | 0      | en stagnation |  |
|                        | Canaries maintenant (AC)                                | 1 263   | 0,23  | 0,09  | 0      | en stagnation |  |
|                        | Pour un monde + juste (PUM+J)                           | 837     | 0,15  | Nv.   | 0      | en stagnation |  |
|                        | Parti communiste du peuple canarien (PCPC)              | 831     | 0,15  | 0,03  | 0      | en stagnation |  |
|                        | Parti humaniste (PH)                                    | 559     | 0,10  | 0,01  | 0      | en stagnation |  |
|                        | Vote blanc                                              | 4 261   | 0,78  | 0,08  |        |               |  |
|                        |                                                         |         |       |       |        |               |  |
| Suffrages exprimés     | Suffrages exprimés                                      | 545 052 | 98,65 |       |        |               |  |
| Votes nuls             | Votes nuls                                              | 7 439   | 1,35  |       |        |               |  |
| Total                  | Total                                                   | 552 491 | 100   | -     | 8      | en stagnation |  |
| Abstention             | Abstention                                              | 315 695 | 36,36 |       |        |               |  |
| Inscrits/Participation | Inscrits/Participation                                  | 868 186 | 63,64 |       |        |               |  |

#### Santa Cruz de Tenerife
| Parti                  | Parti                                                   | Voix    | %     | +/-   | Sièges | +/-           |  |
| ---------------------- | ------------------------------------------------------- | ------- | ----- | ----- | ------ | ------------- |  |
|                        | Parti socialiste ouvrier espagnol (PSOE)                | 141 132 | 27,33 | 6,12  | 2      | 1             |  |
|                        | Coalition canarienne (CCa) (av. PNC)                    | 102 811 | 19,91 | 7,27  | 2      | 1             |  |
|                        | Parti populaire (PP)                                    | 76 491  | 14,81 | 19,41 | 1      | 2             |  |
|                        | Unidas Podemos (UP)                                     | 75 695  | 14,66 | 3,21  | 1      | en stagnation |  |
|                        | Ciudadanos (Cs)                                         | 71 667  | 13,88 | 2,85  | 1      | en stagnation |  |
|                        | Vox                                                     | 31 385  | 6,08  | Nv.   | 0      | en stagnation |  |
|                        | Parti animaliste contre la maltraitance animale (PACMA) | 9 157   | 1,77  | 0,04  | 0      | en stagnation |  |
|                        | Canaries maintenant (AC)                                | 1 774   | 0,34  | Nv.   | 0      | en stagnation |  |
|                        | Recortes Cero-Grupo Verde (RC-GV)                       | 1 212   | 0,23  | 0,07  | 0      | en stagnation |  |
|                        | Parti communiste du peuple canarien (PCPC)              | 655     | 0,13  | 0,01  | 0      | en stagnation |  |
|                        | Pour un monde + juste (PUM+J)                           | 582     | 0,11  | Nv.   | 0      | en stagnation |  |
|                        | Feminism8 (F8)                                          | 571     | 0,11  | Nv.   | 0      | en stagnation |  |
|                        | Vote blanc                                              | 3 352   | 0,65  | 0,07  |        |               |  |
|                        |                                                         |         |       |       |        |               |  |
| Suffrages exprimés     | Suffrages exprimés                                      | 516 484 | 98,97 |       |        |               |  |
| Votes nuls             | Votes nuls                                              | 5 398   | 1,03  |       |        |               |  |
| Total                  | Total                                                   | 521 882 | 100   | -     | 7      | en stagnation |  |
| Abstention             | Abstention                                              | 330 014 | 38,74 |       |        |               |  |
| Inscrits/Participation | Inscrits/Participation                                  | 851 896 | 61,26 |       |        |               |  |